# 张自立
张自立（1950年—），男，回族，中华人民共和国政治人物，安徽农业大学资源与环境学院教授，曾任民进安徽省委副主委，第九届全国人大代表，第十、第十一届全国政协委员。

## 生平
2008年，当选第十一届全国政协委员，代表中国民主促进会，分入第九组。